# Алехандро Домінгес (1961)
Алехандро Домінгес Еското (ісп. Alejandro Domínguez Escoto; нар. 9 лютого 1961, Мехіко, Мексика) — мексиканський футболіст та тренер, виступав на позиції півзахисника.

## Клубна кар'єра
Вихованець столичної «Америки». У 1982 році дебютував за основний склад команди в мексиканській Примері. У команді Алехандро провів 20 сезонів, чотири рази вигравав чемпіонат, двічі завойовував Кубок Мексики і три рази ставав володарем Кубку чемпіонів КОНКАКАФ. У 1994 році залишив «Америку» й протягом сезону виступав за «Тампіко Мадеро». У 1995 році ерейшов у «Керетаро», де й завершив кар'єру після закінчення сезону.

## Кар'єра в збірній
У футболці національної збірної Мексики дебютував 29 листопада 1983 року в товариському матчі проти збірної Мартиніки.
У 1986 році Фернандо потрапив в заявку збірної на участь в домашньому чемпіонаті світу. На турнірі він зіграв у поєдинку проти збірної Іраку.

## Кар'єра тренера
По завершенні кар'єри гравця розпочав тренерську діяльність. На тренерському містку дебютував 2002 року очоливши «Пуеблу», а в 2007 році протягом трьох матчів виконував обов'язки головного тренера «Веракруса». У 2010 році працював асистентом головного тренера свого колишнього клубу, «Америки».